# Mesoescala

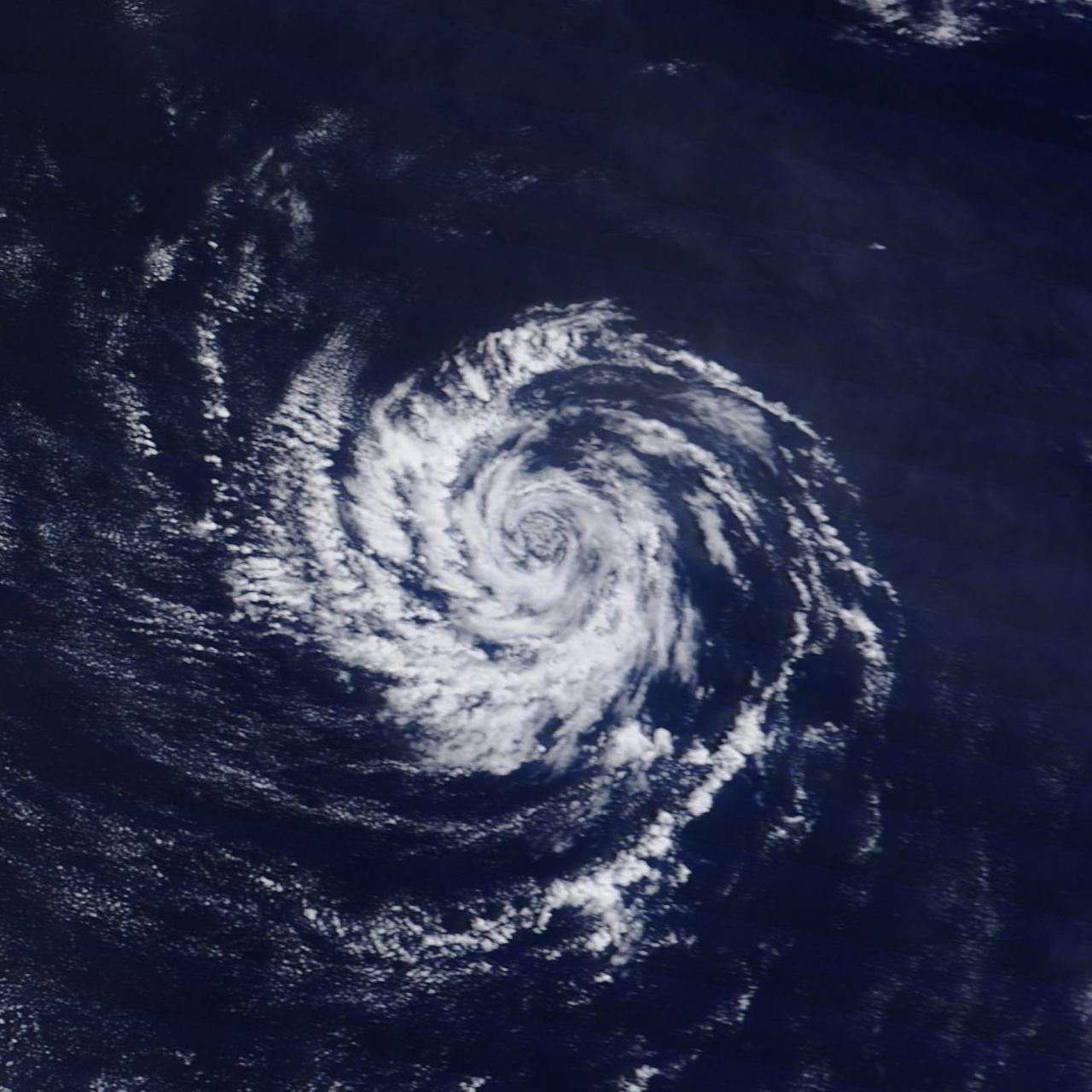
Un vórtice de escala meso-beta

La mesoescala en Meteorología es el estudio de sistemas del tiempo atmosférico más pequeños que la escala sinóptica meteorológica, pero más grandes que la microescala y la escala de tormenta de los sistemas de nubes cúmulos. Sus dimensiones horizontales generalmente oscilan de cerca de 9 km a varios centenares de km. Ejemplos de sistemas de mesoescala meteorológica son las brisas de mar, complejos mesoescalas convectivos, etc.
La velocidad vertical frecuentemente iguala o excede las velocidades horizontales en los sistemas de mesoescala meteorológicas, debido a procesos no hidrostáticos.

## Subclases
La mesoescala meteorológica se divide en estas subclases (Orlanski, 1975):
- Meso-gamma 2-20 km; trata fenómenos como la convección tormentosa, flujos complejos de terrenos (al filo de la microescala, también conocida como escala de tormenta)

- Meso-beta 20-200 km; trata fenómenos como la brisa de mar, efecto lago de tormentas de nieve

- Meso-alfa frentes de 200-2000 km; trata fenómenos como las líneas de irregularidad, sistemas convectivos en mesoescala (MCS), ciclones tropicales al filo de la escala sinóptica

## Límites de la mesoescala
Como en el análisis sinóptico frontal, la literatura acera del análisis de mesoescala usa de los frentes fríos, cálidos, ocluidos en mesoescala para ayudar a describir los fenómenos. En las cartas del tiempo a mesoescala, los frentes se despliegan como más pequeños y con el doble de veces de rebordes o de puntas como en la variedad sinóptica. En EE. UU., la oposición al uso de las versiones en mesoescala de frentes en el análisis meteorológico, ha sido por el uso de simbología sobrearqueada (un símbolo de cuña) con marcas de bordes de corrientes como notación frontal.

### World Wide Web
1. ↑  David Roth. Hydrometeorological Prediction Center. Unified Surface Analysis Manual. bajado 24 octubre de 2006.

### Libros y publicaciones
Orlanski, I. 1975. Subdivisiones racionales de escalas para procesos atmosféricos. Bulletin of the American Meteorological Society, 56(5), 527-530.
Fujita, T. T. 1986. Mesoscale classifications: their history and their application to forecasting, in Ray, P. S., ed., Mesoscale Meteorology and Forecasting: American Meteorological Society, Boston, p. 18-35. [presented 1984; published 1986]